# 肯特高原
肯特高原（英語：Kent Plateau）是南極洲的高原，位於奧次地，長22公里、寬7公里，屬於邱吉爾山脈的一部分，以美國海軍後勤軍官命名，現時由南極條約體系管理。